# Schakelbepaling
Een schakelbepaling is in het Nederlands recht een artikel dat een ander artikel verduidelijkt en nader uitlegt of aanvult. Een voorbeeld is artikel 3:98 BW, dat al hetgeen in artikel 3.4.2 BW lid 2 staat, verklaart: "omtrent de overdracht van een goed is bepaald van overeenkomstige toepassing, op de vestiging, de overdracht en de afstand van een beperkt recht op een zodanig goed".